# Marquesado de Pelayo
El marquesado de Pelayo es un título nobiliario español creado por el rey Alfonso XIII por real decreto de 21 de junio de 1929 y real despacho de 16 de octubre del mismo año, en favor de María Luisa Gómez y Pelayo, sobrina y heredera del marqués de Valdecilla y cofundadora del Hospital Universitario Marqués de Valdecilla.

## Marqueses de Pelayo
|                           | Titular                            | Periodo                   |
| Creación por Alfonso XIII | Creación por Alfonso XIII          | Creación por Alfonso XIII |
| ------------------------- | ---------------------------------- | ------------------------- |
| I                         | María Luisa Gómez y Pelayo         | 1929-1951                 |
| II                        | Marcelino Julio Gómez y Pelayo     | 1959-1973                 |
| III                       | Ramón Cantarrana y de la Torriente | 1979-1999                 |
| IV                        | Jorge González-Mora y de Sandoval  | 1999-hoy                  |

## Historia de los marqueses de Pelayo
La lista de los marqueses de Pelayo, junto con las fechas en las que sucedieron sus titulares, es la que sigue:
- María Luisa Gómez y Pelayo (m. 1951), i marquesa de Pelayo, ii marquesa de Valdecilla con Grandeza de España, Gran Cruz de Beneficencia.

Se casó con Eugenio Rodríguez y Pascual. Sin descendientes. El 31 de diciembre de 1959 le sucedió su hermano:
- Marcelino Julio Gómez y Pelayo (m. 1973), ii marqués de Pelayo, iii marqués de Valdecilla.

Sin descendencia. El 7 de octubre de 1979 le sucedió:
- Ramón Cantalarrana y de la Torriente, iii marqués de Pelayo, iv marqués de Valdecilla.

El 22 de abril de 1999, por ejecución de sentencia y tras orden del 25 de marzo del mismo año (BOE del 20 de abril), le sucedió:
- Jorge González-Mora y de Sandoval (n. 1967), iv marqués de Pelayo.